# Colbergsches Grenadier-Regiment „Graf Gneisenau“ (2. Pommersches) Nr. 9
Das Colbergsche Grenadier-Regiment „Graf Gneisenau“ (2. Pommersches) Nr. 9, allgemein als Colbergsches Infanterie-Regiment bezeichnet, war ein 1808 gebildeter, in Hinterpommern garnisonierter Infanterieverband der Preußischen Armee.

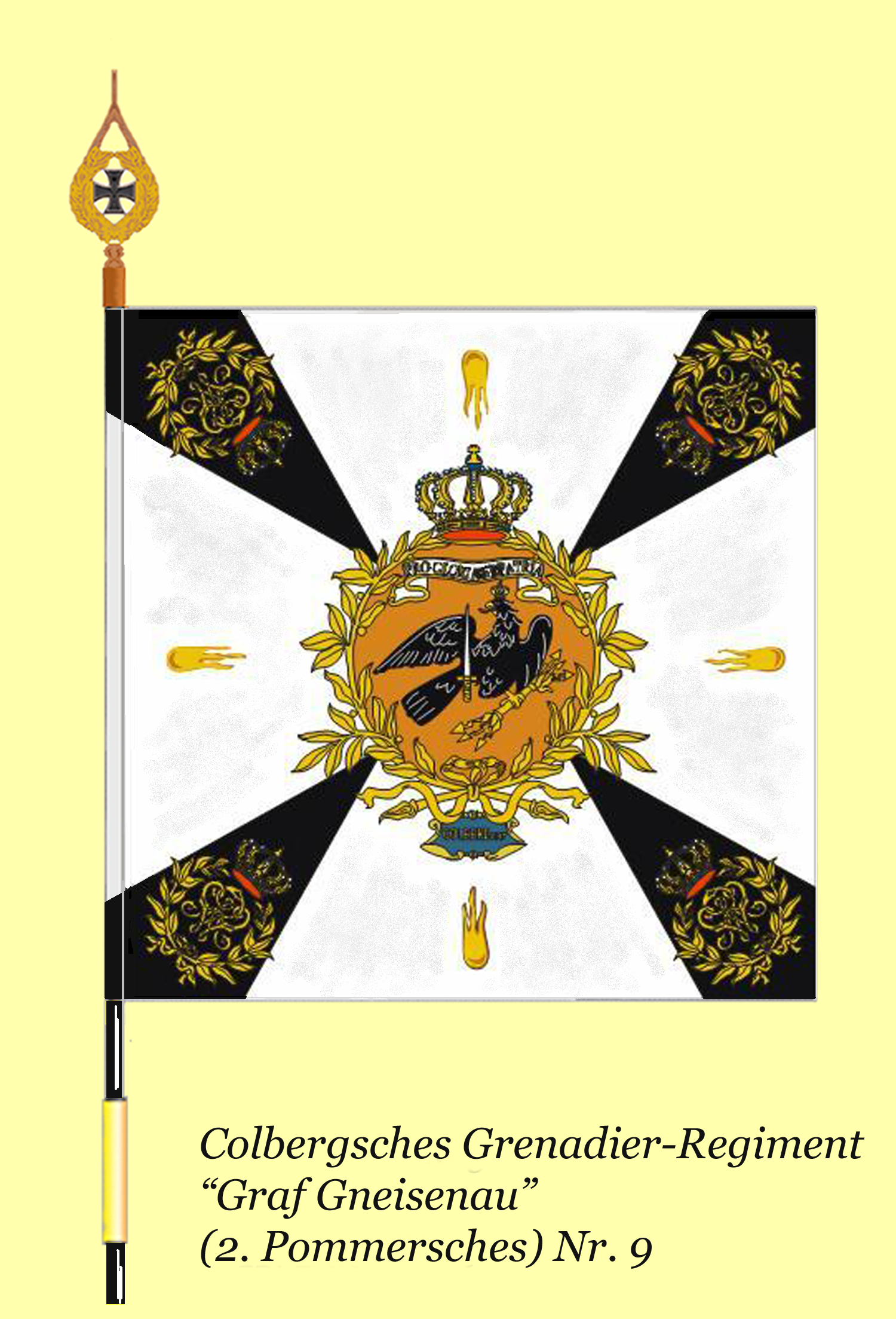
Eine der Fahnen des Regiments

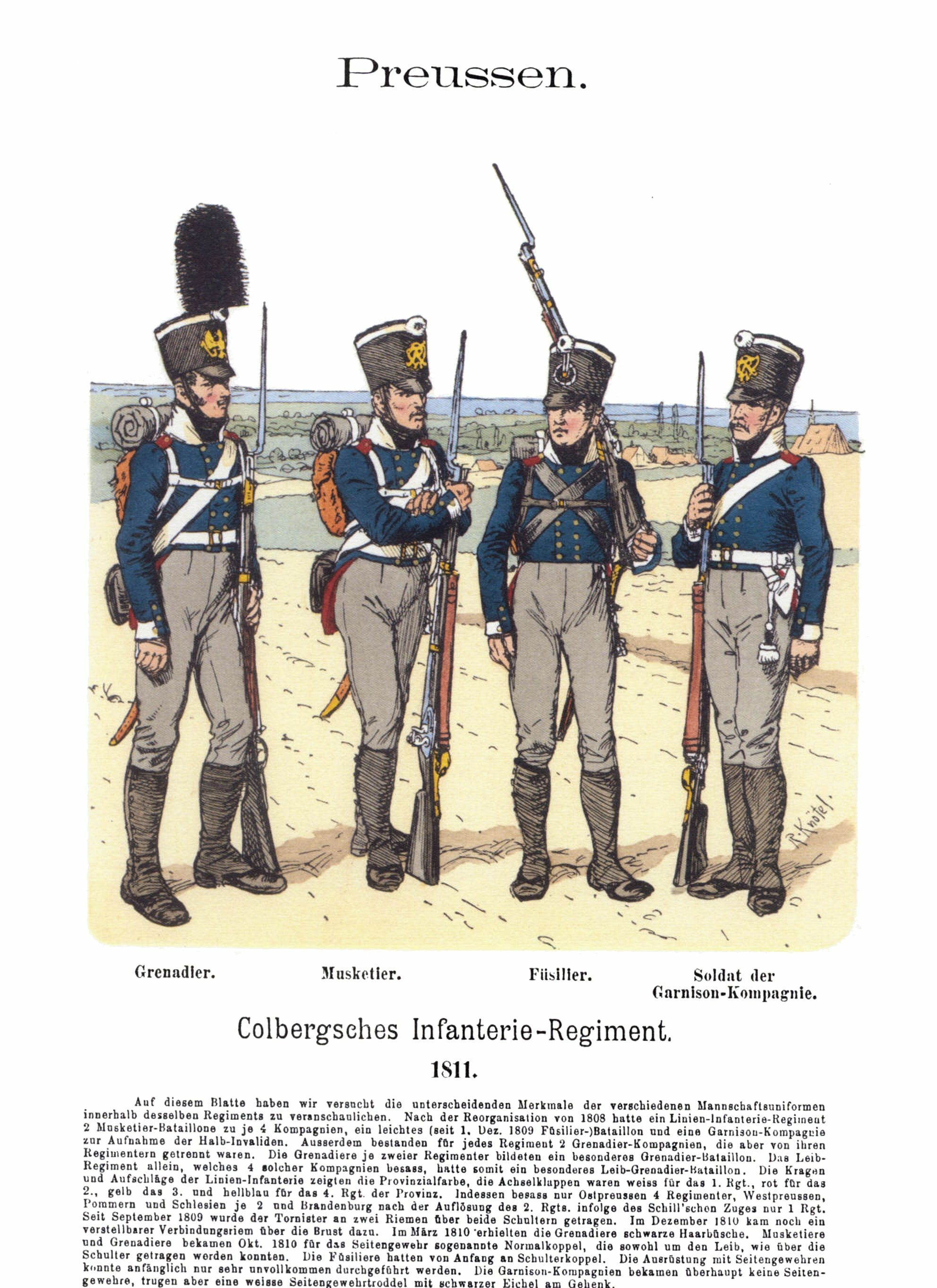
V. l. n. r.: Grenadier, Musketier, Füsilier und Soldat der Garnison-Kompanie des Colbergschen Infanterie-Regiments in der Zeit von 1811 (Uniformenkunde von Richard Knötel)

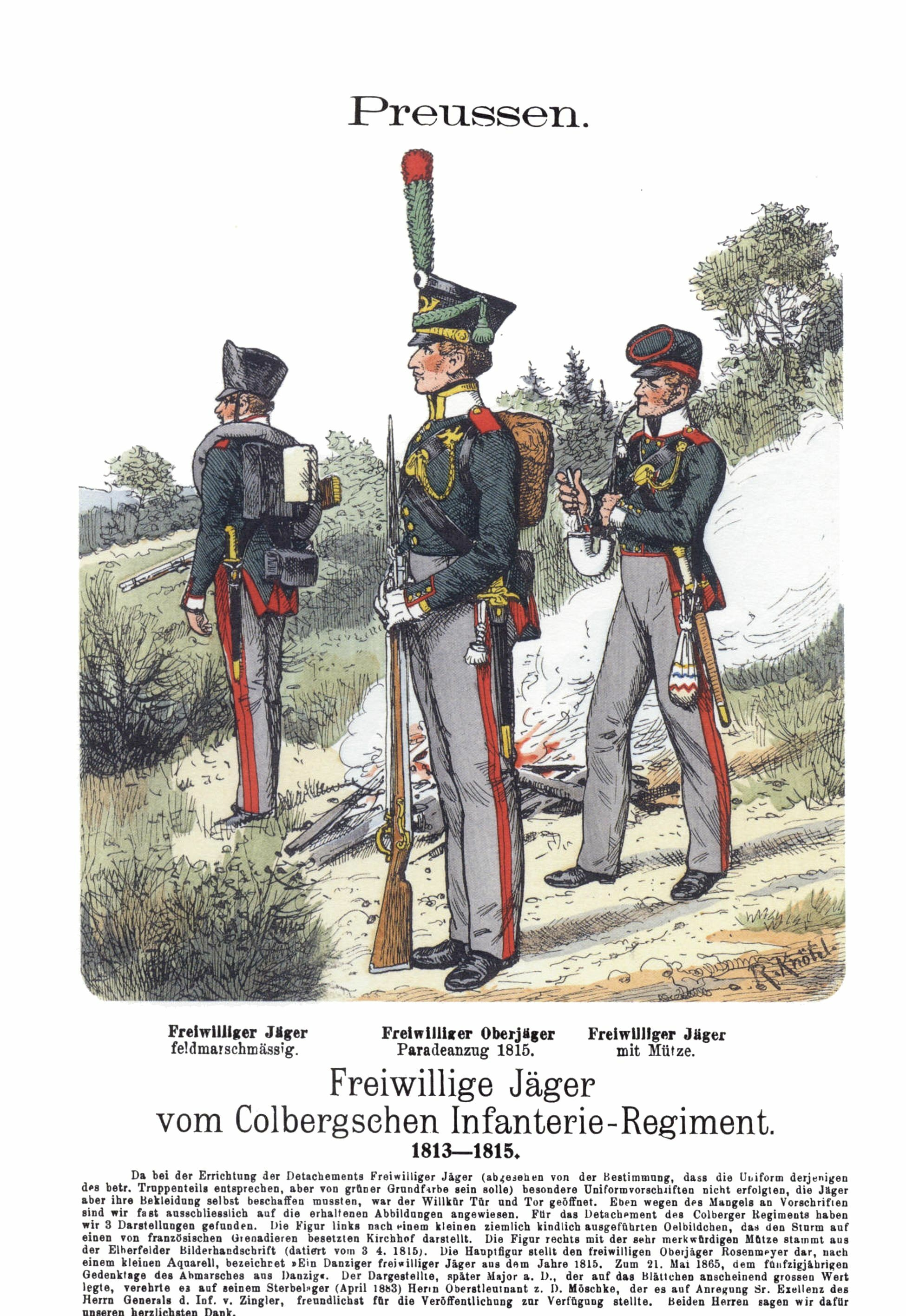
Freiwillige Jäger des Colbergschen Infanterie-Regiments in der Zeit von 1813 bis 1815 (Uniformenkunde von Richard Knötel)

## Geschichte
Das Regiment verdankt seine Entstehung der erfolgreichen Verteidigung der Festung Kolberg gegen Truppen Napoleons I. während des Frühjahrsfeldzugs im Jahr 1807. Die Belagerung hatte Mitte März 1807 durch etwa 5.600 italienische Soldaten begonnen und endete am 2. Juli 1807 infolge des verspätet bekannt gewordenen Waffenstillstands von Tilsit vom 23. Juni nach großen Verlusten ohne Ergebnis. Die Festung ist anfänglich von rund 1.500 nicht mehr feldzugstauglichen Soldaten der Regimenter „Owstien“ und „Borcke“ verteidigt worden. Im Mai 1807 war die Anzahl der Belagerer auf über 14.000 Mann, die Anzahl der Belagerten durch Zuzug versprengter oder aus der französischen Gefangenschaft entwichener preußischer Soldaten sowie durch auf dem Seeweg eintreffende Verstärkungen auf ca. 6.000 Mann angestiegen.
Aus den preußischen Soldaten, die Kolberg verteidigt hatten, wurden 1808 neben anderen Verbänden auch zwei Infanterieregimenter gebildet. So entstanden das Leib-Grenadier-Regiment „König Friedrich Wilhelm III.“ (1. Brandenburgisches) Nr. 8 und das Colbergsche Grenadier-Regiment „Graf Gneisenau“ (2. Pommersches) Nr. 9. Es wurde durch Kabinettsbefehl vom 26. August 1808 von König Friedrich Wilhelm III. gegründet und Generalleutnant Gebhard Leberecht von Blücher unterstellt.

### Koalitionskriege
- Belagerung Kolbergs 1807
- Russlandfeldzug 1812 im Korps York
- Schlacht bei Großgörschen
- Schlacht bei Bautzen
- Schlacht bei Großbeeren
- Schlacht bei Dennewitz
- Völkerschlacht bei Leipzig
- Belagerung von Soissons
- Schlacht bei Ligny
- Schlacht bei Waterloo

### Deutscher Krieg 1866
Während des Deutschen Krieges war das Regiment der 4. Infanterie-Division des II. Armee-Korps zugeordnet und nahm an der Schlacht bei Königgrätz teil.

### Deutsch-Französischer Krieg
Im Krieg gegen Frankreich kam der Verband in der Schlacht bei Gravelotte sowie bei den Belagerungen von Metz und Paris zum Einsatz.

### Erster Weltkrieg
- 5. Infanterie-Brigade bis 14. Januar 1915
- 6. Garde-Infanterie-Brigade vom 15. Januar 1915 bis Dezember 1918

### Verbleib
Nach Beendigung des Ersten Weltkriegs kehrten die Reste des Regiments in die Heimat zurück. Der Verband wurde ab 19. Dezember 1918 in Stargard demobilisiert und anschließend aufgelöst. Aus Teilen bildeten sich verschiedene Freiformationen, die später in den Reichswehr-Infanterie-Regimentern 3 und 83 der Vorläufigen Reichswehr aufgingen.
Die Tradition übernahm in der Reichswehr durch Erlass des Chefs der Heeresleitung, General der Infanterie Hans von Seeckt, vom 24. August 1921 die 1. und 4. Kompanie des 4. (Preußisches) Infanterie-Regiments in Stargard.

## Regimentschef
| Dienstgrad                                   | Name                             | Datum                                 |
| -------------------------------------------- | -------------------------------- | ------------------------------------- |
| General der Infanterie/ Generalfeldmarschall | August Neidhardt von Gneisenau   | 10. Juni 1818 bis 23. August 1831     |
| General der Infanterie/ Generalfeldmarschall | Helmuth Karl Bernhard von Moltke | 20. September 1866 bis 24. April 1891 |
| Generaloberst                                | Josias von Heeringen             | 18. September 1918 bis Auflösung      |

## Kommandeure
| Dienstgrad                  | Name                                 | Datum                                                             |
| --------------------------- | ------------------------------------ | ----------------------------------------------------------------- |
| Major                       | Melchior von Boemcken                | 26. August 1808 bis 27. Mai 1810                                  |
| Major                       | Friedrich von Steinmetz              | 04. Juni 1810 bis 28. Februar 1813                                |
| Oberstleutnant              | Alexander von Zastrow                | 01. März 1813 bis 9. April 1815                                   |
| Major/Oberstleutnant/Oberst | Karl von Schmidt                     | 10. April 1815 bis 26. September 1821                             |
| Oberstleutnant/Oberst       | August von Kanitz                    | 06. April 1822 bis 29. März 1832                                  |
| Oberstleutnant              | Johann Heinrich von Schachtmeyer     | 30. März 1832 bis 23. Dezember 1832 (mit der Führung beauftragt)  |
| Oberstleutnant/Oberst       | Johann Heinrich von Schachtmeyer     | 24. Dezember 1832 bis 3. März 1837                                |
| Oberst                      | Wilhelm von Pückler-Groditz          | 30. März 1837 bis 13. Januar 1838 (mit der Führung beauftragt)    |
| Oberst                      | Wilhelm Erdmann von Pückler          | 14. Januar 1838 bis 24. März 1841                                 |
| Oberstleutnant              | Peter Anton von Korff                | 25. März bis 28. September 1841 (mit der Führung beauftragt)      |
| Oberstleutnant/Oberst       | Peter Anton von Korff                | 29. September 1841 bis 26. März 1847                              |
| Oberst                      | Hermann von Roeder                   | 30. März 1847 bis 12. Januar 1848 (mit der Führung beauftragt)    |
| Oberst                      | Hermann von Roeder                   | 13. Januar bis 12. Mai 1848                                       |
| Oberstleutnant/Oberst       | Karl von Bagenski                    | 13. Mai 1848 bis 14. April 1852                                   |
| Oberst                      | Franz von Borcke                     | 15. April 1852 bis 17. Dezember 1856                              |
| Oberst                      | Wilhelm von Borcke                   | 18. Dezember 1856 bis 30. Mai 1859                                |
| Oberst                      | Heinrich Friedrich von Horn          | 31. Mai 1859 bis 8. Januar 1864                                   |
| Oberst                      | Karl Gustav von Sandrart             | 09. Januar 1864 bis 29. Oktober 1866                              |
| Oberst                      | Julius von Suchten                   | 30. Oktober 1866 bis 4. März 1867                                 |
| Oberstleutnant              | Georg von Ferentheil und Gruppenberg | 05. März bis 10. April 1867 (mit der Führung beauftragt)          |
| Oberstleutnant/Oberst       | Georg von Ferentheil und Gruppenberg | 11. April 1867 bis 7. November 1871                               |
| Oberstleutnant              | Konstantin von Boltenstern           | 08. November 1871 bis 7. Januar 1872 (mit der Führung beauftragt) |
| Oberst                      | Konstantin von Boltenstern           | 08. Januar 1872 bis 2. August 1877                                |
| Oberstleutnant/Oberst       | Wilhelm von Grote                    | 03. August 1877 bis 15. August 1883                               |
| Oberst                      | Albert von Boguslawski               | 16. August 1883 bis 10. Februar 1886                              |
| Obert                       | Sylvius von Stwolinski               | 11. Februar 1886 bis 21. März 1889                                |
| Oberst                      | Viktor von Eberstein                 | 22. März 1889 bis 13. Oktober 1890                                |
| Oberst                      | Hugo von Strantz                     | 14. Oktober 1890 bis 17. Januar 1891                              |
| Oberst                      | Eugen von Stuckradt                  | 18. Januar 1891 bis 13. Mai 1894                                  |
| Oberst                      | Georg von Alten                      | 14. Mai 1894 bis 18. März 1896                                    |
| Oberst                      | Gustav von Wachtmeister              | 19. März 1896 bis 26. Januar 1899                                 |
| Oberst                      | Paul Eltester                        | 27. Januar 1899 bis 21. April 1902                                |
| Oberstleutnant              | Adolf von Schimmelmann               | 22. April bis 17. August 1902                                     |
| Oberstleutnant/Oberst       | Werner von Rostken                   | 18. August 1902 bis 26. Januar 1907                               |
| Oberst                      | Alfred von Wrochem                   | 27. Januar 1907 bis 31. März 1910                                 |
| Oberst                      | Rudolf von Scherbening               | 01. April 1910 bis 20. April 1911                                 |
| Oberst                      | Felix Langer                         | 21. April 1911 bis 21. April 1914                                 |
| Oberst                      | Walter Leu                           | 22. April 1914 bis 16. Oktober 1915                               |
| Oberstleutnant              | Friedrich von Derschau               | 17. Oktober 1915 bis 14. April 1916                               |
| Oberstleutnant              | Robert von Kleist                    | 15. April bis 13. August 1916                                     |
| Oberst                      | Hans von Eberstein                   | 14. August 1916 bis 20. April 1917                                |
| Oberstleutnant              | Just von Seelhorst                   | 21. April 1917 bis 9. Januar 1919                                 |
| Oberst                      | Max Wobring                          | 10. Januar bis 10. Oktober 1919                                   |